# Valerij Popentjenko
Valerij Vladimirovitj Popentjenko (russisk: Валерий Владимирович Попенченко, født 26. august 1937, død 15. februar 1975) var en sovjetisk bokser, der boksede i vægtklassen mellemvægt (−75 kg). Igennem sin karriere vandt han 200 ud af sine 213 kampe. Han vandt blev olympisk mester ved OL i 1964 og vandt EM i 1963 og 1965. Han blev kåret som den mest bemærkelsesværdige bokser ved OL i 1964 og modtog Val Barker trofæet og blev den eneste sovjetiske bokser, der nogensinde modtog denne pris. Popentjenko var kendt for sine tekniske evner og bevægelighed i ringen og for sit hårde ventrehook. 

## Biografi
Popentjenko begyndte at bokse i 1948 og vandt sit første sovjetiske mesterskab i 1959. Han fik bronze i 1960, men blev atter USSR-mester fra 1961 til 1965. Han trak sig tilbage i 1965 og modtog Arbejdets røde fanes orden. Han afsluttede i 1968 uddannelse på Leningrads militær højskole for grænsevagter og fra 1970 til sin død arbejdede han som leder af afsnittet for fysisk kultur på Moskvas tekniske statsuniversitet. I midten af 1970'erne byggede det tekniske universitet nye sportsfaciliteter og som leder af afdelingen kom Popentjenko ofte på byggepladsen. Den 15. februar 1975 løb Popentjenko ned af en trappe, hvor der endnu ikke var installeret gelænder, og han misten balancen og styrtede tre etager ned og døde. Han er begravet ved Vvedenskoje kirkegården.
Popentjenkos liv dannede grundlag for den russiske biografiske film Mister Nokaut fra 2022. 

## Internationale mesterskaber

### Deltagelse ved EM i 1963
Ved EM i Moskva i 1963 vandt Popentjenko guld i mellemvægt efter følgende kampe:
- Indledende runde: Sad over
- Kvartfinale: Opgav 1 Dino Murru (Italien)
- Semofinale: PTS Dragoslav Jakovljevic	(Jugoslavien)
- Finale: Opgav 2 Ion Monea	(Rumænien)

### Deltagelse i OL i Tokyo i 1964
Valerij Popentjenko stillede op i mellemvægt ved den olympiske bokseturnering ved OL i Tokyo i 1964, hvor han vandt turneringen efter følgende kampe:
- Indledende runde: Sad over
- 1/8-dels finale: RSC Sutan Mahmud (Pakistan)
- Kvarfinale: PTS (5-0) Joe Darkey (Ghana)
- Semifinale: KO Tadeusz Walasek (Polen)
- Finale: RSC Emil Schulz (kombineret vest- og østtysk hold)

### Deltagelse ved EM i 1965
Ved EM i Østberlin i 1965 vandt Popentjenko guld i mellemvægt efter følgende kampe:
- Indledende runde: PTS Rudi Hornig	(Frankrig)
- Kvartfinale: TKO 1 Willy Karall (Østrig)
- Semifinale: Opgav 2 Lucjan Słowakiewicz (Polen)
- Finale: KO 1 William Robinson	(England)